# Josef Maly
Josef Maly (24. prosince 1857 Kadaň – 8. března 1912 Královské Vinohrady ) byl rakouský a český politik německé národnosti, na počátku 20. století poslanec Českého zemského sněmu.

## Biografie
Profesí byl advokátem. Narodil se roku 1857 v Kadani v rodině ředitele tamní měšťanské školy. Navštěvoval gymnázium v Doupově a Chebu. Pak absolvoval práva na Karlo-Ferdinandově univerzitě v Praze. V době studií byl aktivní v německých buršáckých spolcích. Získal titul doktora práv a působil v advokacii v Mostě. Později se stal ředitelem advokátní kanceláře českoněmeckého politika Franze Schmeykala a od dubna 1894 provozoval v Praze vlastní advokátní kancelář. Působil jako člen disciplinární rady Advokátní komory. Byl výrazně aktivní ve veřejném a politickém životě. Angažoval se v německých spolcích v Praze a na domovských Královských Vinohradech.
Na přelomu století se zapojil i do zemské politiky. V doplňovacích volbách v prosinci 1899, respektive v užší volbě v lednu 1900, byl zvolen do Českého zemského sněmu v kurii městské (volební obvod Rumburk). Mandát zde obhájil v řádných volbách v roce 1901. Politicky patřil k Německé pokrokové straně (němečtí liberálové). Dlouhodobě zasedal ve vedení této politické strany. Mandát na sněmu obhájil ve volbách v roce 1908, nadále za německé liberály.
Neúspěšně se rovněž snažil o zvolení do Říšské rady (celostátní zákonodárný sbor). Byl členem německé sekce zemské školní rady. Zemský sněm ho také zvolil za náměstka ředitele České hypoteční banky. Roku 1908 mu císař udělil Řád železné koruny III. třídy. V roce 1910 se Maly angažoval v pokusu o česko-německé vyrovnání v Čechách a náležel mezi stoupence kompromisu. Společně s poslancem Eduardem Reicheltem hlasoval pro kompromisní verzi jazykového zákona, ale byl následně přehlasován svými německými poslaneckými kolegy.
Jeho manželka Irma Maly byla dcerou moravského advokáta Durdika z Místku. Josef Maly zemřel dopoledne 8. března 1912 ve svém bytě na Královských Vinohradech. Dlouhodobě trpěl jaterními potížemi a opakovaně trávil v létě čas na zotavovacím pobytu v Karlových Varech, kde bydlel u svého poslaneckého kolegy Rudolfa Knolla. Počátkem roku 1912 se nemoc vrátila a Maly byl převezen do nemocnice. Přidala se i srdeční slabost.